# K3 League Advance 2019
Die K3 League Advance 2019 war die insgesamt 13. Spielzeit und die erste Spielzeit als halbprofessionell betriebene vierthöchste südkoreanische Fußballliga.

## Veränderung zur Vorsaison
- Cheongju City FC und Cheongju FC fusionierten und treten gemeinsam unter dem Namen Cheongju FC an.

## Teilnehmer und ihre Spielstätten
| Verein                 | Stadt                  | Trainer                | Heimstadion                   | In der Liga seit       | Vorjahresplatzierung   |
| K3 League Advance 2019 | K3 League Advance 2019 | K3 League Advance 2019 | K3 League Advance 2019        | K3 League Advance 2019 | K3 League Advance 2019 |
| ---------------------- | ---------------------- | ---------------------- | ----------------------------- | ---------------------- | ---------------------- |
| Cheongju FC            | Cheongju               | Seo Won-sang           | Cheongju-Stadion              | 2019                   | Fusioniert             |
| Chuncheon FC           | Chuncheon              | Jeong Seong-uh         | Chuncheon-Stadion             | 2010                   | Viertelfinalist        |
| Gimpo Citizen FC       | Gimpo                  | Kim Seung-ki           | Gimpo-Stadion                 | 2013                   | Viertelfinalist        |
| Gyeongju Citizen FC    | Gyeongju               | Kim Jin-hyeong         | Gyeongju-Stadion              | 2008                   | Meister                |
| Hwaseong FC            | Hwaseong               | Kim Hak-cheol          | Hwaseong-Stadion              | 2013                   | 7. Platz               |
| Icheon Citizen FC      | Icheon                 | Lee Yeong-ki           | Icheon-Stadion                | 2009                   | Finalist               |
| Siheung Citizen FC     | Siheung                | Jeong Seon-uh          | Siheung-Stadion               | 2019                   | Aufsteiger             |
| Chungju Citizen FC     | Chungju                | Kong Mun-bae           | Chungju-Sportstadion          | 2019                   | Play-off-Gewinner      |
| FC Pocheon             | Pocheon                | Kim Jae-hyeong         | Pocheon-Stadion               | 2008                   | Halbfinalist           |
| Pyeongtaek Citizen FC  | Pyeongtaek             | Jo Jeong-ho            | Sosabeol-Reports-Town-Stadion | 2018                   | 9. Platz               |
| Paju Citizen FC        | Paju                   | Jo Deok-jeung          | Paju-Stadion                  | 2019                   | Aufsteiger             |
| Yangpyeong FC          | Yangpyeong             | Kim Kyeong-beom        | Yangpyeong-Stadion            | 2015                   | 8. Platz               |

## Reguläre Saison
| Pl. | Verein                  | Sp. | S  | U | N  | Tore    | Diff. | Punkte |
| --- | ----------------------- | --- | -- | - | -- | ------- | ----- | ------ |
| 1.  | Hwaseong FC             | 22  | 16 | 2 | 4  | 042:180 | +24   | 50     |
| 2.  | Gyeongju Citizen FC (M) | 22  | 14 | 4 | 4  | 036:200 | +16   | 46     |
| 3.  | Gimpo Citizen FC        | 22  | 12 | 6 | 4  | 028:190 | +9    | 42     |
| 4.  | Yangpyeong FC           | 22  | 13 | 2 | 7  | 041:290 | +12   | 41     |
| 5.  | FC Pocheon              | 22  | 12 | 3 | 7  | 029:210 | +8    | 39     |
| 6.  | Paju Citizen FC (N)     | 22  | 11 | 2 | 9  | 030:260 | +4    | 35     |
| 7.  | Cheongju FC (F)         | 22  | 8  | 4 | 10 | 028:310 | −3    | 28     |
| 8.  | Icheon Citizen FC       | 22  | 8  | 4 | 10 | 026:310 | −5    | 28     |
| 9.  | Siheung Citizen FC (N)  | 22  | 7  | 6 | 9  | 021:240 | −3    | 27     |
| 10. | Chuncheon FC            | 22  | 4  | 3 | 15 | 022:380 | −16   | 15     |
| 11. | Chungju Citizen FC (R↓) | 22  | 3  | 3 | 16 | 017:390 | −22   | 12     |
| 12. | Pyeongtaek Citizen FC   | 22  | 3  | 2 | 17 | 022:460 | −24   | 11     |

| Zum 22. Spieltag: |                                                  |  |  |
| Qualifikation für das Finale der Meisterschaftsrunde Qualifikation für die Meisterschaftsrunde Teilnahme an der Relegation Abstieg in die K3 League Basic 2020 |                                                  |  |  |
| |                                                  |  |  |
| Zum Saisonende 2018: |                                                  |  |  |
| (M) | Meister der K3 League Advance 2018               |  |  |
| (N) | Aufsteiger aus der K3 League Basic 2018          |  |  |
| (F) | Fusionierter Verein                              |  |  |
| (R↓) | Sieger der Relegation zur K3 League Advance 2019 |  |  |

## Meisterschaftsspiele
In den Meisterschaftsspielen spielen die Zweit- bis Fünftplatzierten um den Einzug in das Meisterschaftsfinale der K3 League Advance 2019.

### Viertelfinale
Die Gewinner des Viertelfinales qualifizierten sich für das Meisterschaftshalbfinale. Bei einem Unentschieden gewann das Heimteam aufgrund des Heimrechtes. Die Viertelfinalspiele fanden am 26. Oktober 2019 statt.
|                     | Ergebnis |               |
| ------------------- | -------- | ------------- |
| Gyeongju Citizen FC | 1:3      | FC Pocheon    |
| Gimpo Citizen FC    | 0:1      | Yangpyeong FC |

### Halbfinale
Im Halbfinale standen die Gewinner des Viertelfinales. Der Gewinner des Halbfinales qualifizierte sich für das Meisterschafts-Finalspiel. Bei einem Unentschieden gewann das Heimteam aufgrund des Heimrechtes. Das Halbfinale fand am 2. November 2019 statt.
|               | Ergebnis |            |
| ------------- | -------- | ---------- |
| Yangpyeong FC | 3:0      | FC Pocheon |

### Finale
Im Finale standen der Gewinner des Meisterschafts-Halbfinalspieles, sowie der 1. Platzierte aus der Regulären K3-League-Advance-2019-Saison. Der Gewinner wurde K3-League-Advance-Meister 2019.
Hinspiel
| Paarung  | Yangpyeong FC – Hwaseong FC    |
| Ergebnis | 0:1 (0:?)                      |
| Datum    | 9. November 2019               |
| Stadion  | Yangpyeong-Stadion, Yangpyeong |
| Tore     | 0:1 Park Jun-tae (?.)          |

Rückspiel
| Paarung  | Hwaseong FC – Yangpyeong FC |
| Ergebnis | 1:0 (?:0)                   |
| Datum    | 16. November 2019           |
| Stadion  | Hwaseong-Stadion, Hwaseong  |
| Tore     | 1:0 Mun Jun-ho (?.)         |

## Relegation
In der Relegation stand der 10. Platzierte der K3 League Advance, sowie der Play-off-Gewinner der K3 League Basic 2019. Der Gewinner qualifizierte sich für die K3 League 2020. Das Relegationsspiel fand am 3. November 2019 statt.
|              | Ergebnis |                   |
| ------------ | -------- | ----------------- |
| Chuncheon FC | 0:0      | Yangju Citizen FC |

Anmerkung: Chuncheon FC gewann das Spiel aufgrund des Heimrechtes.

## Statistik

### Zuschauertabelle
| Platz  | Mannschaft            | Heimspiele | Zuschauer | pro Spiel |
| ------ | --------------------- | ---------- | --------- | --------- |
| 01.    | Cheongju FC           | 11         | 8.610     | 783       |
| 02.    | Paju Citizen FC       | 11         | 6.323     | 575       |
| 03.    | Gimpo Citizen FC      | 11         | 5.731     | 521       |
| 04.    | Icheon Citizen FC     | 8*         | 3.214     | 402       |
| 05.    | Siheung Citizen FC    | 11         | 3.998     | 363       |
| 06.    | Pyeongtaek Citizen FC | 11         | 3.959     | 360       |
| 07.    | FC Pocheon            | 11         | 3.284     | 299       |
| 08.    | Gyeongju Citizen FC   | 11         | 3.199     | 291       |
| 09.    | Yangpyeong FC         | 11         | 2.545     | 231       |
| 10.    | Hwaseong FC           | 11         | 2.235     | 203       |
| 11.    | Chungju Citizen FC    | 10*        | 1.833     | 183       |
| 12.    | Chuncheon FC          | 11         | 1.735     | 158       |
| Gesamt | Gesamt                | 128        | 46.777    | 365       |

Anmerkung:
- Aufgrund der Schweinepest in Icheon trat der Verein die letzten drei Heimspiele gegen Yangpyeong FC, Cheongju FC und Hwaseong FC- sowie das Auswärtsspiel in Chungju nicht an. Die ausgefallenen Spiele werden in der Zuschauertabelle ohne Wertung bleiben.[6]

### Torschützenliste
Bei gleicher Anzahl von Treffern sind die Spieler alphabetisch geordnet.
| Platz | Spieler        | Mannschaft          | Tore |
| ----- | -------------- | ------------------- | ---- |
| 01    | Bae Cheon-seok | Icheon Citizen FC   | 9    |
| 02    | Choi Chi-won   | Gyeongju Citizen FC | 8    |
| 0     | Lee Keun-ho    | FC Pocheon          | 8    |
| 04    | Mun Jun-ho     | Hwaseong FC         | 7    |
| 0     | Yu Dong-kyu    | Yangpyeong FC       | 7    |